# 고속도로 (영화)
"고속도로"는 1987년에 개봉한 대한민국의 영화이다.

## 캐스팅
- 최재성 : 진영 역
- 조용원 : 미옥 역
- 김정하
- 이무정
- 한태일
- 박민호
- 이해룡
- 국정환
- 양세윤
- 오영화
- 한명환
- 양택조
- 최재호
- 임해림
- 황건
- 정규영
- 박종설
- 주상호
- 한국남
- 박부양
- 박용팔
- 정미경
- 이용근
- 홍성찬
- 김애라
- 박예숙
- 박광진
- 김길호
- 유상미
- 김춘식
- 고양순
- 이성오
- 김신희
- 이은경
- 김금희
- 주영선
- 정금례
- 조성희
- 이진아
- 안은선
- 김혜경
- 장금숙
- 강춘선
- 정미혜 (특별출연)